# Castelnau-Durban
Castelnau-Durban é uma comuna francesa na região administrativa de Occitânia, no departamento de Ariège.